# Miedźno (województwo śląskie)
Miedźno – wieś w Polsce, położona w województwie śląskim, w powiecie kłobuckim, siedziba gminy Miedźno.
W dobie Sejmu Wielkiego Miedźno należało do powiatu lelowskiego.
W latach 1954–1972 wieś należała i była siedzibą władz gromady Miedźno. W latach 1975–1998 miejscowość administracyjnie należała do województwa częstochowskiego.

## Nazwa
Nazwę miejscowości w zlatynizowanej staropolskiej formie Myedzwno wymienia w latach (1470–1480) Jan Długosz w księdze Liber beneficiorum dioecesis Cracoviensis.

## Integralne części wsi
| SIMC    | Nazwa           | Rodzaj    |
| ------- | --------------- | --------- |
| 1001846 | Dębiniec        | część wsi |
| 1001869 | Doły            | część wsi |
| 1001912 | Huby            | część wsi |
| 1001929 | Kolonia Miedźno | część wsi |
| 1002060 | Serwituty       | część wsi |
| 1002076 | Stare Miedźno   | część wsi |

## Historia
Na starym cmentarzu parafialnym znajdują się zbiorowe mogiły 12 lub 13 powstańców styczniowych poległych 3 października 1863 w bitwie pod Mazówkami oraz 62 polskich żołnierzy poległych 1–2 września 1939 w bitwie pod Mokrą. We wsi znajdują się m.in. zabytkowa, murowana kaplica cmentarna św. Szymona i Judy Tadeusza z 1840, w której pochowani są członkowie rodziny Miączyńskich, oraz XIX-wieczny kościół parafialny św. Katarzyny, którego wnętrze jest ozdobione polichromiami wykonanymi w latach 1899–1907 przez Antoniego Szulczyńskiego.
Od XIX w. do II wojny światowej w Miedźnie żyła społeczność żydowska (w 1880 około 90, a w 1921 – 124 osoby). Po zajęciu wsi we wrześniu 1939 Niemcy zesłali 12 Żydów z Miedźna do obozu koncentracyjnego Buchenwald, natomiast 22 czerwca 1942 wszystkich pozostałych deportowali do Kuźniczki k. Krzepic i do obozu zagłady Auschwitz-Birkenau. W czasie II wojny światowej Niemcy umiejscowili we wsi posterunek żandarmerii.
W Miedźnie znajduje się Szkoła Podstawowa im. Wołyńskiej Brygady Kawalerii, a w latach 1999–2019 istniało także Gimnazjum im. Świętej Jadwigi Królowej.
Przez Miedźno przebiega droga wojewódzka nr 491.

## Ludzie związani z wsią
- Marek Sztolcman
- Kazimierz Szymonik
- Adam Kowalik (pallotyn)
- Ignacy Miączyński (1767–1840)
- Kamil Kazimierz Józef de Pourbaix

## Galeria

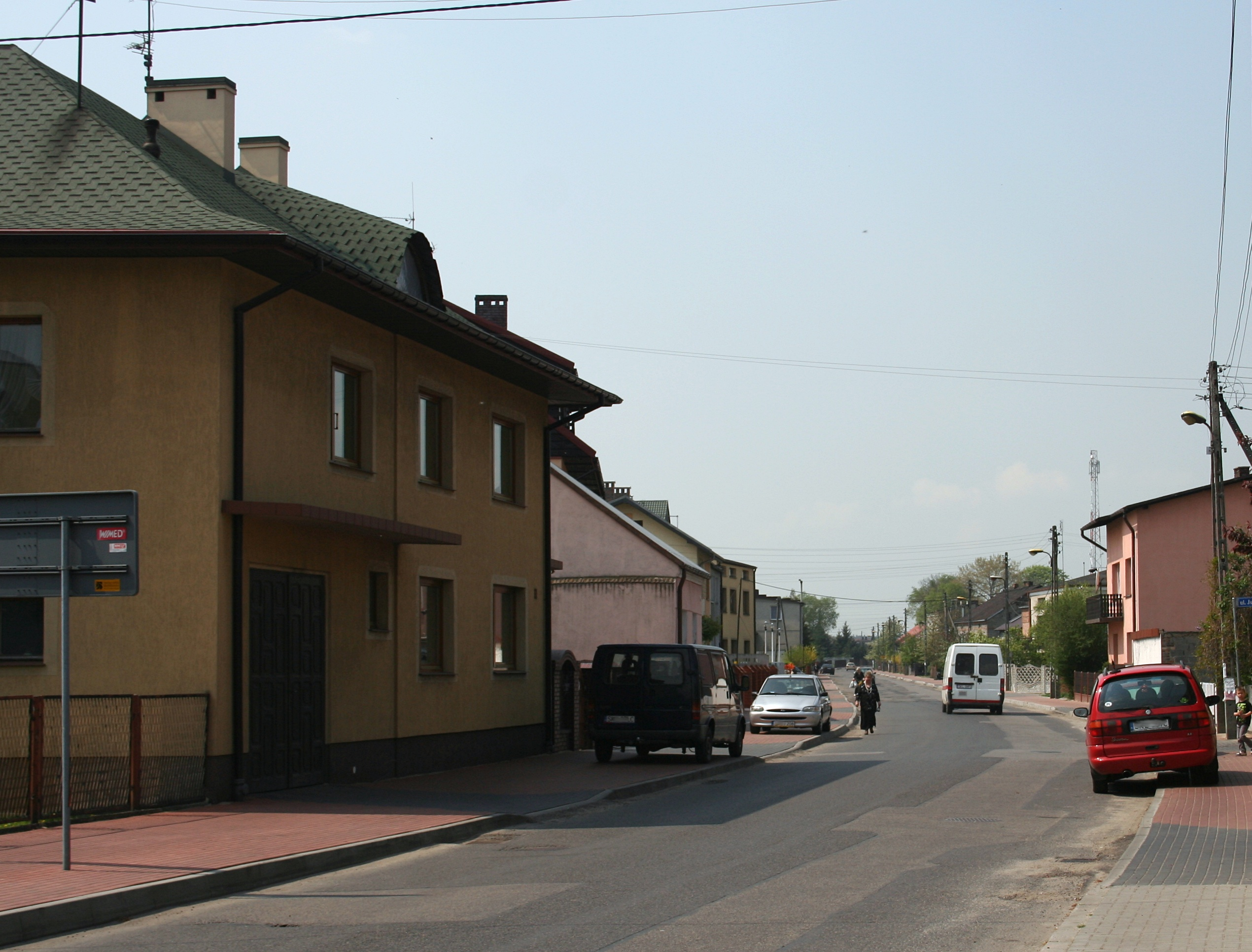
Fragment zabudowy Miedźna
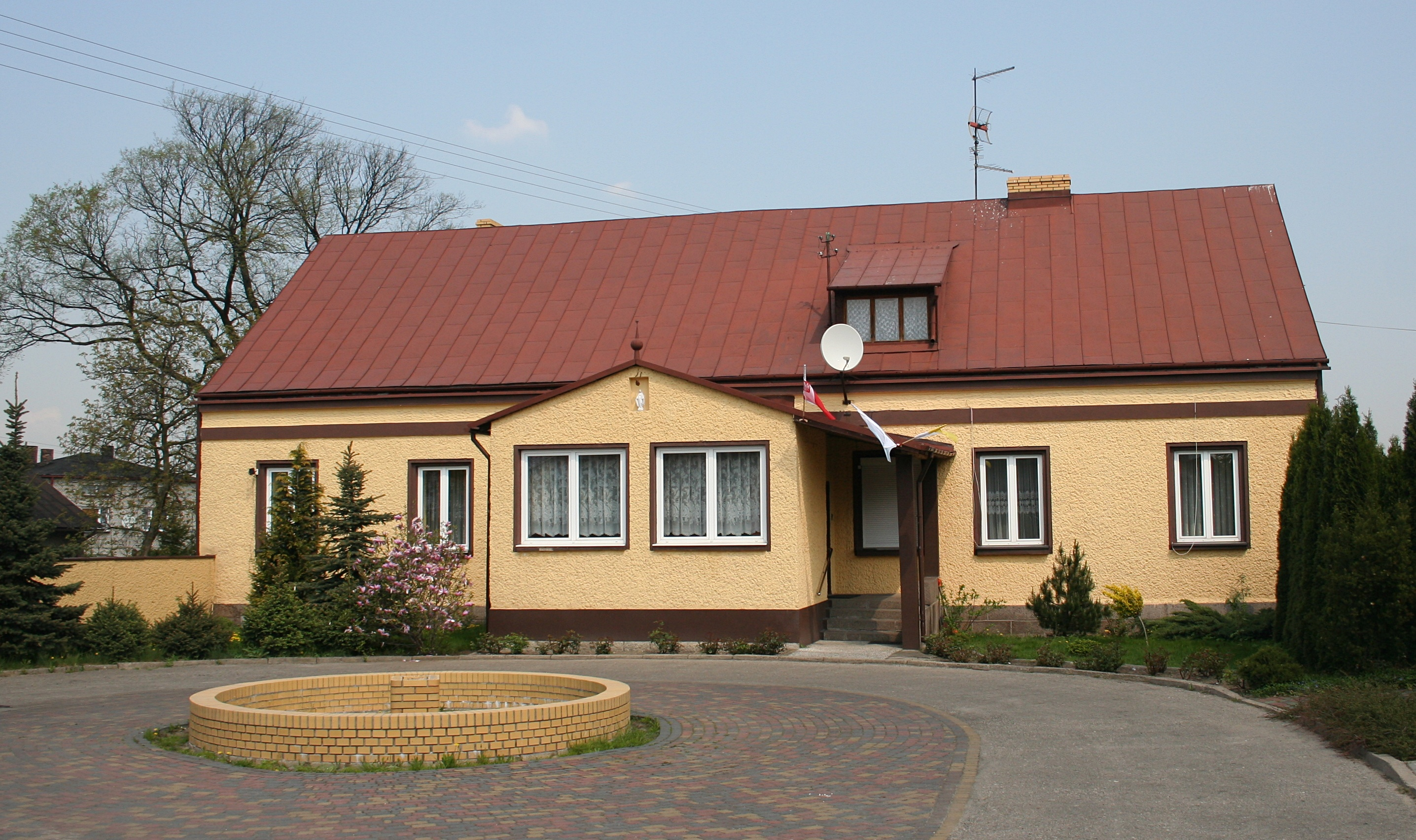
Plebania parafii św. Katarzyny
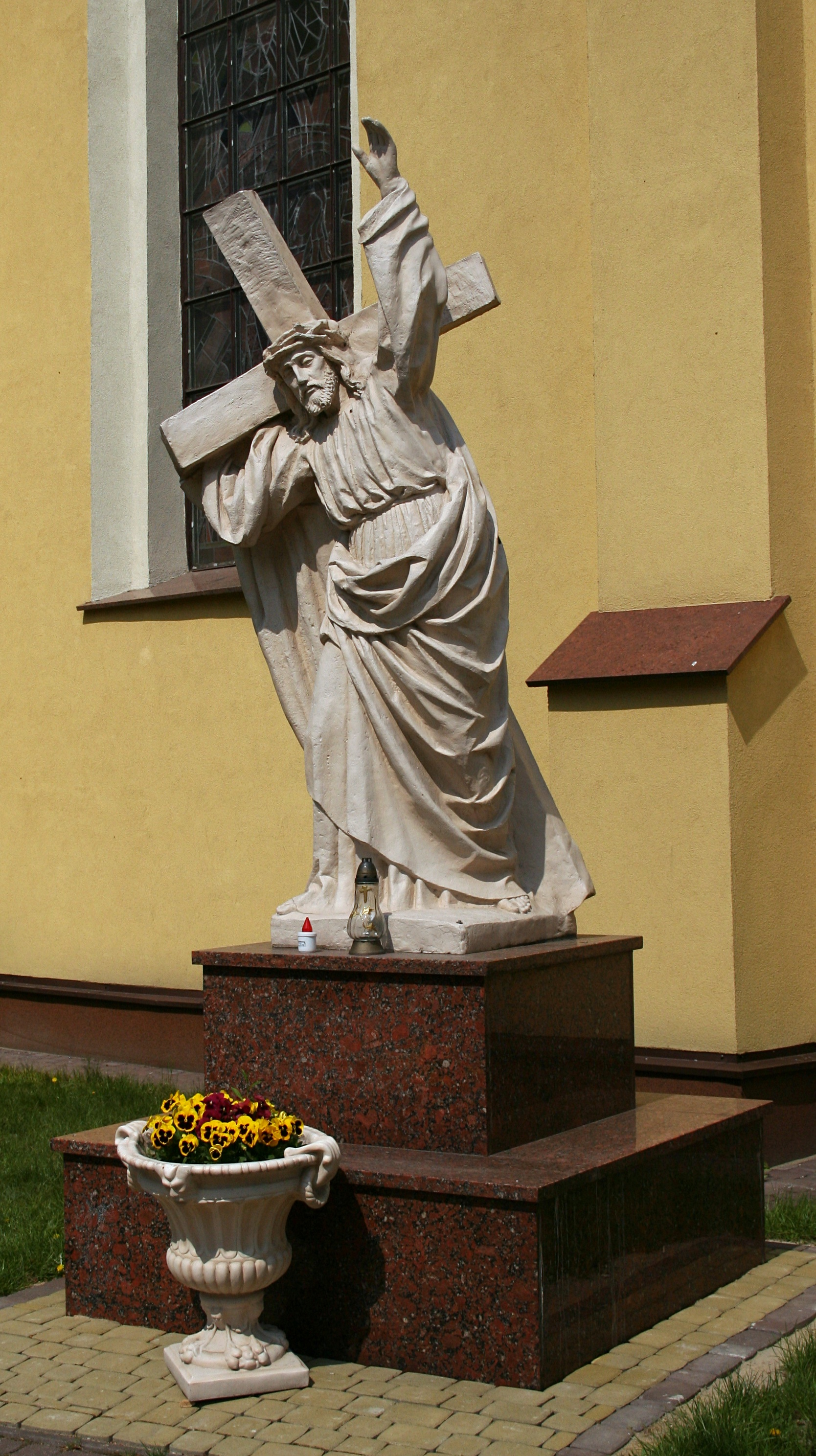
Figura Chrystusa przy kościele św. Katarzyny
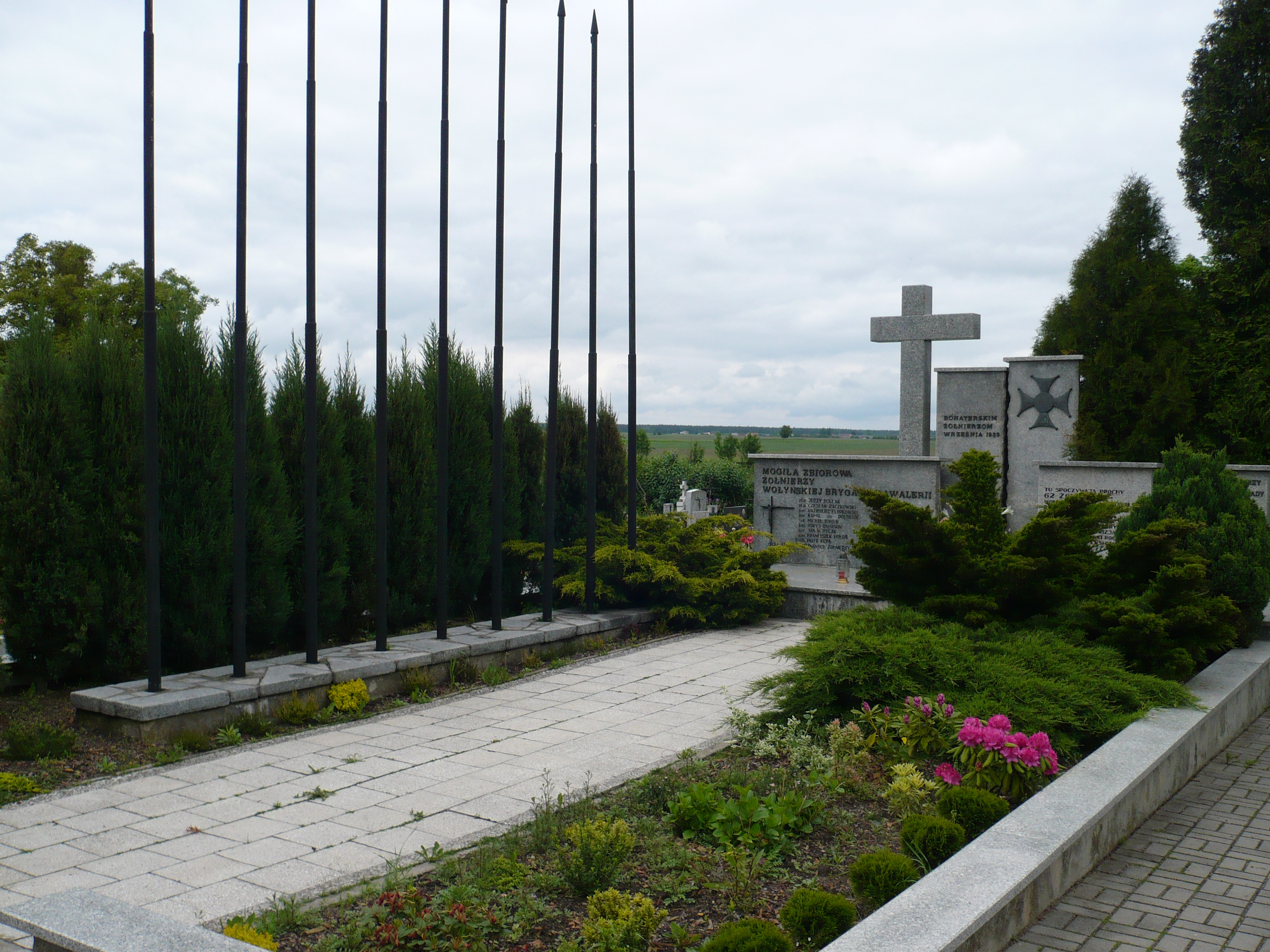
Zbiorowa mogiła polskich żołnierzy poległych w bitwie pod Mokrą